# Sergio Herman
Sergio Nicolas Herman (Oostburg, 5 mei 1970) is een Nederlandse chef-kok en horecaondernemer. Herman is eigenaar van verschillende horecabedrijven en was tot 2013 eigenaar van het met drie Michelinsterren bekroonde restaurant Oud Sluis. Hierdoor was hij de derde en jongste chef-kok in de Nederlandse geschiedenis met drie sterren.

## Jonge jaren

### Opleiding
Herman groeide op in Zeeuws-Vlaanderen. Hij rondde zijn mavo niet af, omdat hij te veel met andere dingen dan school bezig was. Zijn vader stuurde hem op 16-jarige leeftijd naar Hotelschool Ter Groene Poorte in de Vlaamse plaats Brugge. De achterliggende gedachte was niet meteen dat Herman kok zou worden, maar dat de school hem discipline bij zou moeten brengen. Zijn vader was ook kok, in wiens restaurant Herman regelmatig meewerkte.

### Cas Spijkers
Nadat hij afstudeerde aan de hotelschool zette Sergio Herman de eerste stappen in de Nederlandse horeca. In de jaren daarna liep de jonge kok onder andere onbetaald stage bij De Swaen van meesterkok Cas Spijkers in Oisterwijk. Spijkers wilde hem aanvankelijk niet aannemen omdat Herman op dat moment een bijbaan had in een snackbar. Onder de vleugels van Cas Spijkers ontwikkelde Sergio Herman zich uiteindelijk tot een volwaardig kok.

## Oud Sluis

### Eerste Michelinsterren
Aanvankelijk was Herman van plan om na zijn avontuur bij Cas Spijkers internationaal meer ervaring op te doen. Dit liep anders omdat zijn vader begin van de jaren 90 fysieke klachten kreeg. Sergio Herman werd chef-kok van het restaurant van zijn vader, maar voerde na enige tijd wel aanpassingen door die niet door alle vaste gasten goed werden ontvangen. Zijn talent werd wel erkend door experts, getuige de eerste Michelinster voor Oud Sluis in 1995. In 1999 ontving hij een tweede ster.

### Familierestaurant
Zijn beide ouders waren in die jaren nog altijd betrokken gebleven bij het restaurant. Zijn vader beheerde de kruidentuin en Hermans moeder (vroeger in de bediening) hielp geregeld nog met de afwas. Later werd de jongere broer van Sergio, Michel, verantwoordelijk voor de bediening.

### Drie Michelinsterren
Eind 2005 merkte zijn broer, het hoofd van de bediening van Oud Sluis, twee hoofdinspecteurs op van Michelin in het restaurant. Deze inspecteurs werkten anoniem en werden zeer zelden herkend. Na afloop van hun lunch zeiden de hoofdinspecteurs tegen Sergio Herman: Welcome to the select group of European toprestaurants. Hij kreeg daarbij de eerste gids van 2006 overhandigd met daarin zijn drie Michelinsterren-vermelding. Herman was op dat moment, na Cees Helder en Jonnie Boer, de derde en jongste chef-kok in de Nederlandse geschiedenis met drie Michelinsterren.

### GaultMillau
Door de Franse restaurantgids GaultMillau werd Herman in 2004 en 2009 uitgeroepen tot "Chef van het jaar". Oud Sluis had in 2004, 2005, 2006 en 2009 de hoogste waardering van 19,5/20 punten in deze gids. Vanaf de GaultMillau-gids van 2010 had Herman met zijn restaurant als eerste in de Benelux de maximale score van 20/20 punten.
Van Gault Millau kreeg hij in de gids voor 2013, ex aequo met chef Jonnie Boer, de Grand Prestige Award toegekend. Hij ontving ook hoge waarderingen in de ranglijst van Beste restaurant ter wereld in het Restaurant Magazine. Sinds 2004 nam Oud Sluis daarnaast ook vaak de eerste plaats in in de jaarlijkse ranglijst van het tijdschrift Lekker.

### Sluiting
Herman maakte in juni 2013 bekend dat hij het restaurant op 22 december 2013 zou sluiten. Na de laatste gast nam hij afscheid van Oud Sluis in een emotionele dankbrief die via Twitter en Facebook, maar ook in de plaats van de menukaart aan de voordeur van Oud Sluis werd gepubliceerd.
Willemiek Kluijfhout heeft een documentaire gemaakt over het laatste jaar van Oud Sluis. Hierin vertelde Sergio Herman dat hij het emotioneel zwaar had met de prestatiedruk. In het pand waarin Oud Sluis zat, heeft zijn broer Michel Herman, een horecagelegenheid.

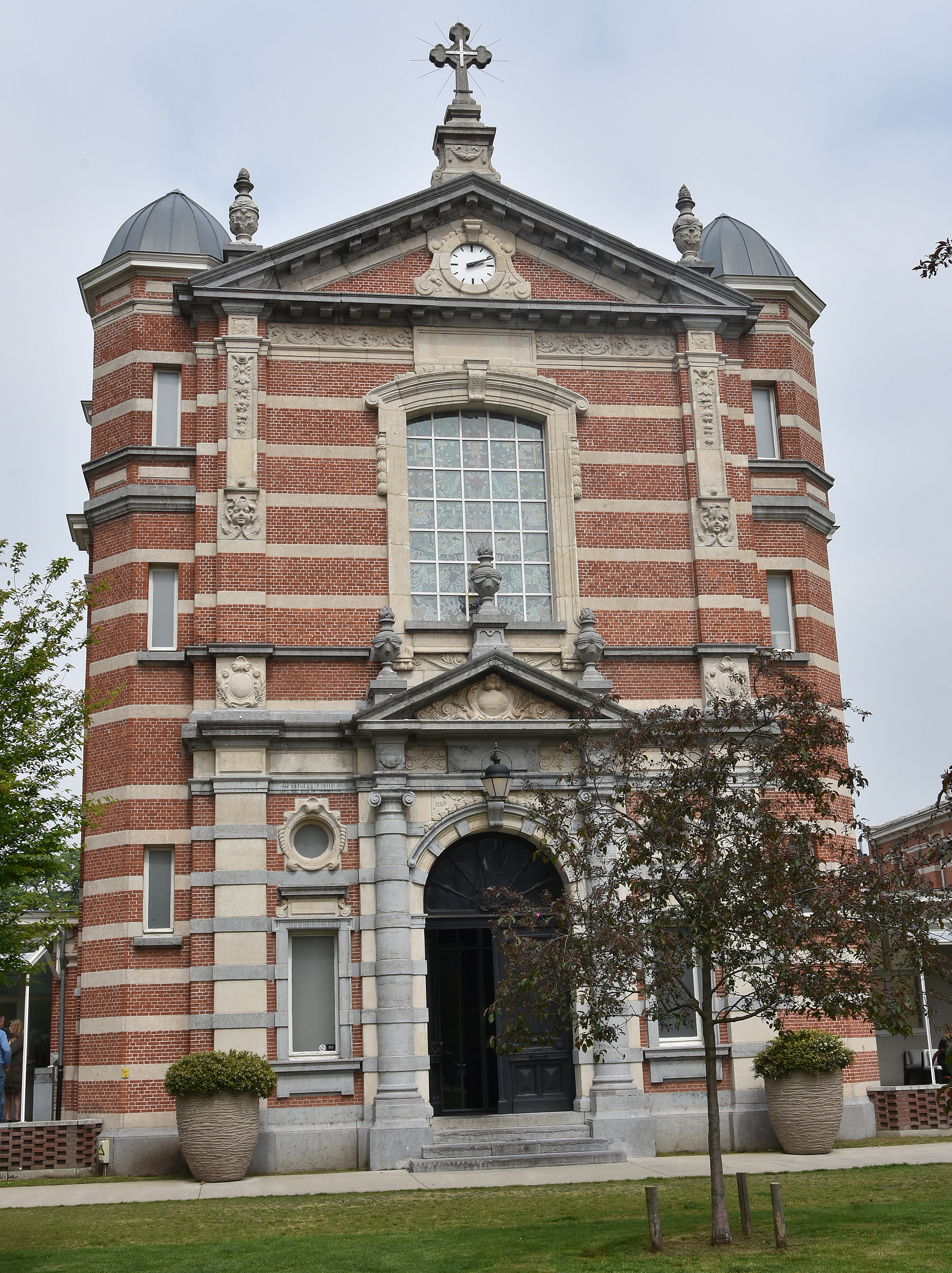
Restaurant The Jane in Antwerpen in 2019

## Vervolg loopbaan

### Pure C
In 2010 opende Sergio Herman in Cadzand-Bad restaurant Pure C. Zijn voormalige souschef Syrco Bakker zwaaide in deze eetgelegenheid de scepter in de keuken. In 2011 kreeg de zaak in de Zeeuwse badplaats een eerste Michelinster en in 2018 een tweede ster. Het restaurant werd eind 2023 gesloten. Sergio Herman wil zich op andere projecten gaan richten. Pure C is overgenomen door Dani Hoefnagels, die het restaurant begin 2024 onder naam Demain voortzette.

### The Jane
Na het sluiten van Oud Sluis in 2013 opende Sergio Herman in 2014 samen met Nick Bril een nieuw restaurant in Antwerpen: The Jane. Bril werkte al jaren samen met Sergio Herman in zijn eerdere zaken. Het streven was om dit restaurant laagdrempeliger te laten zijn dan het vroegere Oud Sluis. Een jaar na de opening ontving het restaurant een eerste Michelinster, in 2016 kregen zij een tweede ster. In 2021 stapte Herman uit The Jane en werd Nick Bril volledige eigenaar.

### Le pristine
Ook in Antwerpen opende Herman het Italiaanse restaurant Le pristine. Het werd voor het eerst vermeld in de Michelingids voor 2021 en kreeg meteen een Michelinster. In de GaultMillaugids voor 2021 was het de "hoogste nieuwkomer" met een waardering van 16 op 20.
Blueness
Voorjaar 2022 opende restaurant Blueness in Antwerpen. De Sergio Herman Group startte het restaurant in samenwerking met de ondernemersfamilie Dheedene. Met personeel dat vlak voor de opening vertrok en negatieve recensies verliep de beginperiode van Blueness echter al niet bepaald soepel en hoewel de kwaliteit, getuige 14 punten in de Gault&Millau-gids, later omhoog ging, voldeed het rendement niet aan de verwachtingen. Zomer 2024 besloot Herman de stekker eruit te trekken.
Prive Privee
In oktober 2024 opende Sergio Herman zijn eigen besloten plek (onder zijn appartement in Antwerpen) waar hij in alle artistieke vrijheid en met zijn professionele team exclusieve tafelmomenten creëert. Geïnspireerd door zijn persoonlijke agenda en professionele reisschema stelt hij enkele dagen per maand een aantal data beschikbaar waarvoor maximaal 24 gasten zich via een link, die enkel verstuurd wordt via WhatsApp, kunnen inschrijven.

### Overige horeca
Naast de restaurants in Antwerpen en Cadzand-Bad opende Herman verschillende andere horecazaken, waaronder Frites Atelier die hij met twee zakenpartners heeft gerealiseerd. Deze luxe snackbar heeft inmiddels vestigingen in Antwerpen, Gent, Brussel en Roosendaal.

## Privé
Herman trouwde in september 2008 met de televisiepresentatrice Ellemieke Vermolen. Het koppel kondigde in januari 2021 een echtscheiding aan. Hij kreeg vijf kinderen: drie uit zijn relatie met Vermolen en twee uit een vorige.

## Trivia
- Hij was in 2009 en 2010 te zien in het tv-programma De Beste Hobbykok van Vlaanderen op VTM, waarin hij samen met Peter Goossens uit een groot aantal hobbykoks de beste moest kiezen. In 2013 volgde een derde reeks waarin Peter Goossens werd vervangen door Gert De Mangeleer.
- In 2014, 2015, 2016 en 2017 was hij een van de juryleden in het tv-programma Mijn Pop-uprestaurant op VTM.
- In 2015 was hij een van de uitdagers in het tv-programma Project K, gepresenteerd door Koen Wauters op VTM.
- In 2015 maakte documentairemaker Willemiek Kluijfhout de film Sergio Herman, Fucking Perfect.[5]
- In 2016 werd door Luk Alloo een reportage gemaakt over hem in het tv-programma Alloo bij ...
- In 2022 lanceerde Netflix de serie Sergio Over De Grens waarin Herman met bekende gasten op culinaire reis ging.